# Dicentria dela
Dicentria dela är en fjärilsart som beskrevs av Druce 1894. Dicentria dela ingår i släktet Dicentria och familjen tandspinnare. Inga underarter finns listade i Catalogue of Life.